# Sondra Ray
Sondra Ray (*1941) is een van de Amerikaanse grondleggers op het gebied van rebirthing. De belangrijkste medeontwikkelaar op dit gebied was Leonard Orr. Ze is schrijfster en wordt ook wel gezien als een spiritueel leider.
Ze behaalde haar Bachelor of Science in de verpleegkunde aan de Universiteit van Florida en is opgeleid tot verpleegster in de verloskunde en gynaecologie. Ze behaalde haar Master in Gezondheidswetenschappen en Sociologie van het Gezin aan de Universiteit van Arizona.
In de jaren zestig werkte ze in de ontwikkelingsorganisatie Peace Corps en was gestationeerd in Peru.
Ze verwierf bekendheid door haar seminars in circa zeventig landen vanaf de jaren zeventig op het gebied van rebirthing, Loving Relationships Training (LRT), verjonging en allerlei spirituele filosofieën. Momenteel heeft ze een healingpraktijk in Marina Del Rey (Californië).

## Bibliografíe
Enkele boeken van Sondra Ray:
- Orr, Leonard & Sondra Ray, Rebirthing in the New Age, Celestial Arts, Millbrae, CA, USA, 1977, ISBN 0890871345
- Orr, Leonard & Sondra Ray, Rebirthing, Uitgeverij De Zaak, 1990, ISBN 9072455177
- Ray, Sondra, Liefdevolle relaties; de geheimen van een goede relatie , Uitgeverij Ankh Hermes, 1990, ISBN 9020249533
- Ray, Sondra, Ik verdien liefde; hoe affirmaties je kunnen helpen persoonlijke voldoening te bereiken, Uitgeverij De Zaak, 1993, ISBN 9789072455062
- Ray, Sondra, Het ware dieet, Uitgeverij De Zaak, 1993, ISBN 9789072455109
- Ray, Sondra, De ideale geboorte; een spirituele benadering van zwangerschap en geboorte, Uitgeverij De Zaak, 1993, ISBN 9072455169
- Ray, Sondra, Het geheim van een goede relatie, Uitgeverij Ankh Hermes, 1994, ISBN 9020259970